# Polizeiruf 110: Kleiner Engel
Kleiner Engel ist ein Kriminalfilm des HR von Michael Knof aus dem Jahr 1998 und erschien als 200. Folge der Filmreihe Polizeiruf 110. Es ist die erste Folge mit dem Ermittlertrio Schlosser (Dieter Montag), Reeding (Chantal de Freitas) und Grosche (Oliver Stokowski).
Das Auftauchen einer Engelsfigur auf dem Kunstmarkt, lässt die Polizei einen ungeklärten Mordfall an einem Wachmann wieder aufgreifen.

## Handlung
Die 17-jährige Tanja lässt sich spät abends von dem Geschäftsmann Max Kallmann mitnehmen. Nach der Fahrt lädt er sie noch zu einem Glas Sekt ein, hat aber weitaus anzüglichere Absichten. Als sie das bemerkt, schlägt sie ihn nieder und nimmt sich die kleine Engelsstatue als „Entschädigung“ mit, mit der sie eine Scheibe eingeschlagen hat, um aus dem Haus zu kommen. Sie ahnt nicht, dass sie dadurch in große Gefahr gerät, da Kallmann die Figur nach einem angeblichen Einbruch als gestohlen gemeldet hatte, um die Versicherungsgelder zu kassieren. Bei dem Überfall kam ein Wachmann zu Tode, was ihn nun, durch das Auftauchen der Figur in der Öffentlichkeit, verraten könnte. Er bittet seinen Kumpan Bob Scherner um Hilfe, die Figur zurückzuholen.
Tanja will den Engel bei einem Antiquitätenhändler schätzen lassen, der die Figur jedoch sehr schnell erkennt und die Polizei benachrichtigt. Als Kommissar Robert Grosche, der gerade erst seine Dienststelle in Offenbach angetreten hat, eintrifft, ist Tanja allerdings bereits wieder weg. Aufgrund der Vorgeschichte der kleinen Statue, nimmt die Polizei den Fall ernst, zumal der Mordfall seinerzeit nicht aufgeklärt wurde.
Nachdem Tanja ihrem Freund Kai von den Vorkommnissen nach der Disco berichtet, kommt er auf die Idee, Kallmann zu erpressen. Der beauftragt Scherner das geforderte Geld zu überbringen. Kai erscheint mit seinem Freund Ronny am vereinbarten Treffpunkt, der sich sofort mit Scherner anlegt und dabei zu Tode kommt. Als Grosche und seine Kollegen Reeding und Schlosser den Toten untersuchen, finden sie die Telefonnummer von Kallmann in seiner Tasche. Damit bekommt das ganze für die Ermittler eine besondere Brisanz.
Carol Reeding erkundigt sich nach den Freunden von Ronny und findet so die Spur zu Tanja und Kai. Doch auch Scherner ist ihnen dicht auf den Fersen. Er will Tanja an der S-Bahn abfangen, doch sie entwischt ihm. Als er spät abends Kai nachstellt, kommt er gerade dazu, wie der Junge Kallmann zu einem neuen Übergabeort bestellt hat. Die beiden Ganoven geraten in Streit und bemerken nicht, wie die Ermittler eintreffen. Im Schusswechsel sterben Scherner und Kai. Gegen Kallmann kann durch das Auftauchen der Statue, die Tanja der Polizei übergibt, ein Ermittlungsverfahren eingeleitet werden.

## Hintergrund
In einer Nebenrolle als zwielichtiger Barkeeper Schorschie ist Martin Semmelrogge zu sehen.

## Kritik
Die Kritiker der Fernsehzeitschrift TV Spielfilm lobten diesen Polizeiruf und schrieben: „Der erste Fall der Offenbacher wirkt hastig und unausgereift, ist aber schön bösartig.“